# Gymnosporia tonkinensis
Gymnosporia tonkinensis är en benvedsväxtart som beskrevs av Charles-Joseph Marie Pitard. Gymnosporia tonkinensis ingår i släktet Gymnosporia och familjen Celastraceae. Inga underarter finns listade.